# Bibliographie de Shibli Nomani
Cette bibliographie de Shibli Nomani est une liste sélectionnée de ressources savantes généralement disponibles liées à Shibli Nomani, poète, philosophe, historien, penseur pédagogique, auteur, orateur, réformateur, critique des orientalistes et érudit islamique du sous-continent indien pendant le Raj britannique, considéré comme le père de l'historiographie ourdou,. Il n'a pas écrit d'autobiographie de son vivant. Cependant, il l'a légué à son disciple Sulaiman Nadvi. En conséquence, Sulaiman Nadvi composa Hayat-e-Shibli en 1943. Cette liste comprendra ses biographies, les thèses écrites sur lui et les articles publiés à son sujet dans diverses revues, journaux, encyclopédies, séminaires, sites Web, etc. dans le style APA.

## Encyclopédies
- (bn) Mohammad Abdullah, Shorter Encyclopaedia of Islam, Sherbangla Nagar, Dhaka, Islamic Foundation Bangladesh, 1982, 5th éd., 383–384 p. (ISBN 984-06-0252-7, lire en ligne)
- (tr) Anis Ahmad et M.Sait Özervarli, ŞİBLÎ NU‘MÂNÎ, vol. 39, 126-129 p. (lire en ligne)
- (en) John L. Esposito, Shibli Numani, Muhammad, Oxford University Press, 2003 (ISBN 978-0-19-512558-0, DOI 10.1093/acref/9780195125580.001.0001, lire en ligne)
- (en) Maheen Zaman, Shibli Numani, Dordrecht, Springer Netherlands, coll. « Encyclopedia of Indian Religions », 2018, 635–636 p. (ISBN 978-94-024-1267-3, DOI 10.1007/978-94-024-1267-3_877, lire en ligne)

## Biographies
- (ur) Ṣabāḥuddīn. Abdurraḥmān, Maulānā Shiblī Nuʻmānī par ek naẓar, Aʻẓamgaṛh, Dārulmuṣannifīn, 1985 (OCLC 214967639, lire en ligne)
- (en) Furqan Ahmad, Towards the Renaissance : Shibli and Maulana Thanvi on Sharia, New Delhi, Indian Law Institute, 2018 (ISBN 978-81-927926-3-7, OCLC 1081102909, lire en ligne)
- (ur) Maftūn Aḥmad, Maulānā Shiblī Nuʻmānī: ek mut̤ālaʻah, Karācī, Maktabah-yi Uslūb, 1986 (OCLC 20492948, lire en ligne)
- (ur) Akhtar Rahi, Kitāb nāmah-yi Shibl, Lāhaur, Muslim Akaiḍmī, 1981 (lire en ligne)
- (ur) Mohammad Ilyas Al-Azami, Shibli Sukhanwaron Ki Nazar Mein, Adabi Daera, Azamgarh, 2012 (lire en ligne)
- (ur) ʻAbdurraḥīm Anṣārī, Shiblī Nuʻmānī ke maqālāt kā tanqīdī jāʾizah, Rahlah, Zilaʻ Pilāmūṉ, ʻAbdurraḥīm Anṣārī, 1990 (lire en ligne)
- (ur) Anṣārī. Muʻīnuddīn Aḥmad, Shiblī makātib ki raushnī men., 1967 (OCLC 20715079, lire en ligne)
- (ur) Jamīlah ʻArshī, Maulānā Shiblī kī shāʻirī kā tanqīdī mut̤ālaʻah, Jaipūr, Rājasthān Urdū Akādmī, 1996 (lire en ligne)
- (ur) Abū ʻAlī As̲arī et Arshad ʻAlī Anṣārī. Aʻẓamī, ʻAllāmah Shiblī aur Maulānā Abūlkalām Āzād, Āʻẓamgaṛh, Qāsimī Pres, 2002 (OCLC 756377247)
- (ur) Ak̲h̲tar Vaqār ʻAz̤īm, Shiblī baḥaisiyyat-i muʾarrikh., Lāhaur, Taṣnīfāt; milne kā patah:Urdū Markaz, 1968 (OCLC 583382770, lire en ligne)
- (ur) Muḥammad Ilyās Aʻz̤amī (Majmaʻ Dār al-Muṣannifīn), Ās̲ār-i Shiblī, Aʻz̤amgaṛh, 2013 (ISBN 978-93-82201-03-8, OCLC 876368039, lire en ligne)
- (ur) Muḥammad Ilyās Aʻz̤amī, Shiblī k̲h̲ūdnavishtaun̲ men̲, Aʻz̤amgaṛh, 2018 (ISBN 978-81-938821-0-8, OCLC 1135913928, lire en ligne)
- (ur) Shams Badāyūnī, Shiblī aur Āzād : (marāsim o taʻlluq kā avvalīn daur), Naʼī Dihlī, 2014 (ISBN 978-93-83239-11-5, OCLC 1154008782, lire en ligne)
- (ur) Rustom Pestonji Bhajiwalla, Jivanji Jamshedji Modi et Shiblī Nuʻmānī, Mauláná Shibli & Ûmar Khayyám, Surat,The, I. P. i.e. Irish Presbyterian mission press, 1932 (OCLC 7223174, lire en ligne)
- (ur) ʻAbduljalīl. Bhaṭṭī, Shiblī kā naẓariyah-yi tārīḵẖ: ek jāʾizah: sīrat, savāniḥ, tārīḵẖ, tahẕīb, jadaliyyāt, Bahāvalpūr : Lāhaur, Taurīḵẖ ; Isṭākisṭ, ʻIlmī Kutubḵẖānah, 1989 (OCLC 614906965, lire en ligne)
- (ur) Ṣafīyah Bī, ʻAllāmah Shiblī Nuʻmānī baḥais̲iyat savāniḥ nigār, Cīnnāʼī, Je. Em. Prāsis, 2000 (OCLC 694080524)
- (en) Muḥammad Ikrām Cug̲h̲tāʼī, Shibli Numani : life and works, Lahore, Pakistan Writers' Co-operative Society, 2017 (ISBN 978-969-8460-59-4, OCLC 1001251239, lire en ligne)
- (ur) Sayyid Shahābuddīn. Dasnavī, Shiblī, muʻānidānah tanqīd kī raushnī me, Naʾī Dihlī, Anjuman Taraqqī-yi Urdū, Hind, coll. « Silsilah-yi mat̤būʻāt-i Anjuman Taraqqī-yi Urdū, Hind ;522 », 1987 (OCLC 21196770, lire en ligne)
- (ur) Muḥammad Fārūq. Devā, Sar Sayyid aur Shiblī: taʻlīmī aur samājī ḵẖidmāt kā taqābulī mut̤ālaʻah, Srīnagar, Gulshan Pablisharz, 1999 (lire en ligne)
- (ur) Ak̲h̲tarulvāsi Farḥat Iḥsās, Shiblī Nuʻmānī : māz̤ī āgāh, mustaqbil nigāh, Naʼī Dihlī, al-Balāg̲h̲ Pablīkeshanz, 2009 (OCLC 467929962)
- (ur) Aslam Farruk̲h̲ī, Maulānā Shiblī Nuʻmānī, Naʼī Dihlī, Maktabah-yi Jāmiʻah, 2011 (OCLC 789643011)
- (ur) Mut̤īʻurraḥmán G̲h̲āsiq, ʻAllāmah Shiblī Nuʻmānī : shak̲h̲ṣiyat aur shāʻirī, Alīgaṛh, Maʼū Nāth Bhanjan, 2012 (OCLC 843124293)
- (ur) Sayyid Sak̲h̲ī Aḥmad Hāshmī, Shiblī kā zahnī irtiqā': taḥqiqī maqālah, Karācī, Majlis Yādgār Hāshmī, 1997 (lire en ligne)
- (ur) Jalāl al-Saʻīd. Ḥifnāwī, Fann al-sīrah fī al-adab al-Urdī ʻinda Shiblī al-Nuʻmān, al-Qāhirah, Dār al-Nashr lil-Jāmiʻāt, coll. « 880-05Dirāsāt fī al-adab al-Urdī ;1 », 1998 (ISBN 978-977-5526-96-0, lire en ligne)
- (ur) S. M. Ikram, Shiblī nāmah, Ek fann kār kī dāstān ḥayāt, Lakhnʻau, Maktabah-yi urdū, 1966 (OCLC 20398005, lire en ligne)
- (ur) S. M. Ikram, Yādgār-i Shiblī, Lāhaur, Adarah-yi S̲aqāfat Islāmiah, 1971 (OCLC 19912650, lire en ligne)
- (ur) Kaleem Sefat Islahi, ʻIrfān-i Shiblī, Aʻz̤amgaṛh, 2014 (OCLC 945401656)
- (ur) K̲h̲alīq Anjum et Anjuman Taraqqī-yi Urdū (Hind), Shiblī kī ʻilmī va adabī ḵẖidmāt, Naʾī Dihlī, Anjuman Taraqqī-yi Urdū, Hind, coll. « 880-03Silsilah-yi mat̤būʻāt-i Anjuman Taraqqī-yi Urdū, Hind ;1459 », 1996 (ISBN 978-81-7160-080-9, lire en ligne)
- (en) Javed Ali Khan, Muhammad Shibli Nomani : life and contributions, Azamgarh (U.P.), 2014 (ISBN 978-93-82201-40-3, OCLC 1159642160, lire en ligne)
- (ur) Alāʼuddīn K̲h̲ān̲, Bayād-i Shiblī, Naʼī Dihlī, Institute of Objective Studies, 2017 (ISBN 978-93-84973-12-4, OCLC 1010712713, lire en ligne)
- (ur) ʻUbaidullāh. Khān, Maqālāt yom-i Shiblī., 1961 (lire en ligne)
- (en) Mehr Afroz Murad, Intellectual modernism of Shibli Nuʾmani: an exposition of his religious and socio-political ideas, Lahore, Institute of Islamic Culture, 1976 (ISBN 81-7151-216-X, OCLC 42892790, lire en ligne)
- (ur) K̲h̲ālid Nadīm, Shiblī kī āp bītī, Lāhaur, Nashriyāt, 2014 (OCLC 899138071)
- (ar) Azmatullah Nadwi, Shaikh Shibli Nomani: His Contribution to The Production of Arabic Language and Its Culture, 2015 (ISBN 978-9383322848)
- (ur) Syed Sulaiman Nadvi et ʻAbdurrazzāq. Quraishī, Khulāṣah-yi ḥayāt-i Shiblī., 1965 (lire en ligne)
- (ur) Syed Sulaiman Nadvi, Ḥayāt Shibli, ʻĀzam Gaṛh, Dar Mat̤baʻ Muʾārif, Dārul Muṣannifīn T̤abaʻ Gardīd, coll. « Silsilah-yi Dārul Muṣannifīn66 », 1970 (OCLC 37282205, lire en ligne)
- (ur) Muḥammad Akram Nadwī, Shiblī al-Nuʻmānī: ʻallāmat al-Hind al-adīb wa-al-muʾarrikh al-nāqid al-arīb, Dimashq, Dār al-Qalam, coll. « 880-05Aʻlam al-Muslimīn ;83 », 2001 (OCLC 756181303, lire en ligne)
- (ur) Mushtāq Qādrī, Shiblī baḥais̲iyat-i sīrat nigār : al-Fārūq ke tanāz̤ir men̲, Dihlī, 2015 (ISBN 978-93-5073-486-5, OCLC 900314786, lire en ligne)
- (ur) Ṣafīyah Bī, Jahān-i Shiblī: taṣānīf kī raushnī me, Naʾī Dihlī, Taqsīmkār, Maktabah-yi Jāmiʻah, 2000 (lire en ligne)
- (ur) Anṣārī Saʻīd, Maulānā Shiblī, Urdū ke bihtarīn inshā pardāz, Lakhnaʼū, Uttar Pradesh, Al-Nāẓir Pres, 1934 (OCLC 44756809)
- (ur) Sayyid Iftik̲h̲ār Ḥusain Shāh, Iqbāl aur pairavī-yi Shibl, Lāhaur, Sang-i Mīl Pablīkeshanz, 1977 (OCLC 563116032, lire en ligne)
- (en) Saad Shaukat, Shibli Nomani's Contribution to Kalam, Graduate Theological Union, 2016 (OCLC 1041123831, lire en ligne)
- (ur) Shiblī Nuʻmānī, Sayyid Muḥammad Ḥasnain et Abūlkalām Āzād, Ḵẖut̤ūt̤-i Shiblī banām Āzād: baqalam Shibl, Paṭnah, Bihār Urdū Akādmī, coll. « Correspondence », 1988 (lire en ligne)
- (ur) Shiblī Nuʻmānī et K̲h̲udā Bak̲h̲sh Oriyanṭal Pablik Lāʼibrerī, G̲ẖazaliyāt-i Shibl, Patnah : Naʾī Dihlī, Kẖudā0 Bakẖsh Oriyantal Pablik Lāʾibrerī ; TaqsīmKār Maktabah-yi Jāmiʻah, coll. « Shibli's ghazals », 1995 (lire en ligne)
- (ur) Shiblī Nuʻmānī et Sayyid Sulaimān Nadvī, Makātīb-i Shibli, Āʻẓamgaṛh, Dārulmuṣannifīn, coll. « Correspondence », 1916 (lire en ligne)
- (ur) Nāz. Ṣiddīqī, Shiblī naqqādoṉ kī naẓar me, Ḥaidarābād, Ilyās Ṭraiḍarz : Milne ke pate, Adabī Buk Ḍipū, 1976 (OCLC 557436232, lire en ligne)
- (ur) Āftāb Aḥmad Ṣiddīqī, Shiblī., Dhaka, Maktaba-e Arefin, 1957 (OCLC 573988807, lire en ligne)
- (ur) Ẓafar Aḥmad Ṣiddīqī et Sahitya Akademi, Shibl, Naʾī Dihlī, Sāhitiyah Akādmī, coll. « Hindustānī adab ke miʻmār », 1988 (OCLC 18816366, lire en ligne)
- (ur) Iqbāl Suhail, Sīrat-i Shiblī, Aʻz̤amgaṛh, Dārulmuṣannifīn Shiblī Akaiḍmī, 2014 (OCLC 905801607)
- (ur) Muḥammad Vāṣil ʻUs̲mānī et Shiblī Nuʻmānī, Shiblī bilād-i Islāmiyyah me, Karachi, Khurshid Publishers, 1982 (OCLC 1059575579, lire en ligne)
- (ur) Yaum-i Shiblī, Bambaʼī, Anjuman Taraqqī Urdū, 1944 (OCLC 1027166753)
- (ur) Mah Jabīn Zaidī, ʻAllāmah Shiblī Nuʻmānī : ṣadī ke āʼīne men̲, Karācī, 2014 (ISBN 978-969-9640-17-9, OCLC 945434600, lire en ligne)
- (ur) Muḥammad Amīn Zubairī, Tabṣirah-yi ḥayāt-i Shiblī, Bhūpāl, 1946 (OCLC 42974122)

## Thèses
- (ur) M.C Aboobacker, Urdu Mein Sawaneh Nigari Hali Aur Shibli Ke Khusoosi Hawale Se, India, Department of Urdu, Sri Venkateswara University, 2014 (hdl 10603/106639)
- (ur) Mohd Jafar Ahrari, The renaissance of Urdu literature and Shibli : Urdu adab ki Nashat-e-Sania aur Shibli, India, School of Language Literature and Culture Studies, Jawaharlal Nehru University, 1999 (hdl 10603/16762)
- (ur) Shahnaz Akhtar, Hali aur shibli ke tanqeedi nazaryat ka taqabuli mutala, India, Department of Urdu, Aligarh Muslim University, 1996 (hdl 10603/57818)
- (ur) Shahid Aziz, Comparative Study of Biographical Writings of Muhammad Hussain Haikal and Shibli Noumani, India, School of Islamic Studies, Baba Ghulam Shah Badshah University, 2016 (hdl 10603/294809)
- (ur) Parveen Bano, Hali Aur Shibli ke tanqeedi nazaryat ka taqaabli mutalaa, India, Department of Urdu, Veer Bahadur Singh Purvanchal University, 2007 (hdl 10603/179176)
- (en) Fejri Gasman, Shibli Numanis contribution to revitalization of ilm al-kalam, Malaysia, International Islamic University Malaysia, 2012 (lire en ligne)
- (ur) Ammar Abdul Hai, Unneeswin wa beeswin sadi ke Hindustan mein muslim mufakkirin ka tasawwur e talim Sir Syed Ahmad Khan Mohd Qasim Nanautvi Shibli Nomani Abul Kalam Azad Manazir Ahsan Geelani Syed Abu al Ala Maududi Khwaja Ghulam Sayyedain ke Hawale se, India, Department of Urdu, Jamia Millia Islamia, 2017 (hdl 10603/313157)
- (tr) Sena İmancı, On dokuzuncu yüzyıl siyer yazıcılığında Hz. Muhammed algısı: Ahmed Cevdet Paşa ve Mevlânâ Şiblî örneği, Turquie, Necmettin Erbakan Üniversitesi, 2019 (lire en ligne)
- (ur) Shaista Khatoon, Allama Shibli ka kirdar Muslim khawatin ki talimi wa samaji taraqqi men, India, Department of Urdu, Veer Bahadur Singh Purvanchal University, 2013 (hdl 10603/128335)
- (bn) Minhaj Uddin Mahmud, Contribution of Allama Shibli Nu'mani to Urdu Literature, Bangladesh, University of Dhaka, 2016 (lire en ligne)
- (en) Murad Mehr Arroz, Intellectual Modernism of Shibli Nu'mani: an Exposition of His Religious & Political Ideas, Canada, McGill University, 1973 (lire en ligne)
- (en) Parveen Nusba, Muslim educational reforms in nineteenth century India: an analysis of Shibli Nu'mani's thought & practice, Malaysia, International Islamic University Malaysia, 2005
- (en) Alparslan Onbasi, Shibli Nu'mani and modernism, Malaysia, International Islamic University Malaysia, 2020 (lire en ligne)
- Zaitun Umer, Maulana Shibla Numani : a study of Islamic modernism and romanticism in India, 1882-1914, England, University of Oxford, 1969 (OCLC 45572730, lire en ligne)
- (ar) Md Yeaqub, Writings of Allama Shibli Nomani In Arabic edition and annotation, India, Department of Arabic, Aligarh Muslim University, 2019 (hdl 10603/355062)
- (ur) Talat Zafar, Shibli nomani bahaisiyat Sawaneh Nagar, India, Department of Urdu, Veer Bahadur Singh Purvanchal University, 2017 (hdl 10603/201138)
- (ur) Mir Zahid Hussain, Shibli Ki Tasaneef Mein Sawanehi Aur Tareekhi Anasir, India, Department of Urdu, University of Kashmir, 2019 (hdl 10603/310407)

## Journaux
- (en) Shafiq Ar-Rahman, Zukhraf Rasheed et Sohail Akhtar, « Analytical Study of the Concept of the Historiography of Molana Shibli Nomani (A Historical Analysis) », Al-Aijaz Research Journal of Islamic Studies & Humanities, vol. 5, no 4,‎ 2021, p. 37–43 (ISSN 2707-1219, DOI 10.53575/e4.v5.04(21)37-43, lire en ligne)
- (en) Sayeeda Begum, « Maulana Shibli's Historical Perspectives: A study of Al-Mamun and Imam Ghazali », Mukt Shabd Journal, vol. 9, no 6,‎ 2020, p. 7661–7664 (ISSN 2347-3150, lire en ligne)
- (en) Sayeeda Begum, « Maulana Shibli's role in Aligarh movement, foundation of new educational center at Azamgarh », Mukt Shabd Journal, vol. 9, no 6,‎ 2020, p. 7665–7669 (ISSN 2347-3150, lire en ligne)
- (en) Samee-Ullah Bhat, « The Importance Of Works Of Muhammad Shibli Nomani », Journal of Islamic Studies and Humanities, vol. 3, no 2,‎ 2019, p. 169–180 (ISSN 2527-838X, DOI 10.21580/jish.32.2921, S2CID 198507796, lire en ligne)
- (tr) Arzu Çi̇ftsüren, « Şi̇bli̇ Numani̇'ni̇n Seyahatnamesi̇nde Ii. Abdülhami̇d Ve Gazi̇ Osman Paşa », Doğu Araştırmaları, no 18,‎ 2018, p. 5–16 (ISSN 1307-6256, lire en ligne)
- (en) Muhammad Hamza Farooqui, « Intellectual Concerns Shared by Shiblī and Sulemān Nadvī », Bunyad - A Journal of Urdu Studies, vol. 5, no 1,‎ 2014, p. 211–248 (lire en ligne)
- (ur) Muhammad Ali Ghori, « Maulana Shibli Nomani's trends in response to suspicions of the orientalists : An Analysis », Al-Idah, vol. 23, no 2,‎ 2011, p. 110–138 (ISSN 2075-0307, lire en ligne)
- (en) Ritesh Gupta, « Muhammad Shibli Nomani (1857–1914); His Educational Thought's and Career », International Journal of Applied Social Science, vol. 6, no 8,‎ 2019, p. 2152–2160 (ISSN 2394-1405, DOI 10.36537/IJASS/6.8/2152-2160, lire en ligne)
- (en) Hikmah Hikmah et Syeda Shumaila Rubab Rizvi, « The reason for the search for the coffin Sakina », Bayan-ul-Hikmah, vol. 3, no 3,‎ 2017, p. 115–138 (ISSN 2521-8948, lire en ligne)
- (en) Arshad Islam, « 'Allāma Shiblī Nu'mānī (1857-1914): A Monumental Islamic Scholar », Pakistan Journal of History & Culture, vol. 26, no 1,‎ 2005, p. 59–82 (ISSN 1012-7682, lire en ligne)
- (en) Arshad Islam, « Allama Shibli and the early Muslim League: A dissenting voice », Intellectual Discourse, vol. 21, no 2,‎ 2013, p. 197–219 (ISSN 2289-5639, lire en ligne)
- (en) Arshad Islam, « Indian Muslims' Support for Ottoman Pan-Islamism: The Case of Shibli Nu'mani », Intellectual Discourse, vol. 27, no 1,‎ 2019, p. 197–220 (ISSN 2289-5639, lire en ligne)
- (en) Muzaffar Islam, « Shibli : On Nationalism », Proceedings of the Indian History Congress, vol. 48,‎ 1987, p. 366–371 (ISSN 2249-1937, JSTOR 44141710, lire en ligne)
- (en) A N Khan, « Shibli Nomani (1857 to 1914) and his Contribution to Education », Journal of the Pakistan Historical Society, vol. 33, no 4,‎ 1985, p. 259 (lire en ligne)
- (en) Israr Ahmad khan, « Allamah Shibli's methods of authenticating Islamic historical facts », International Journal of Islamic Thoughts, vol. 4, no 1,‎ 2015, p. 81–94 (ISSN 2306-7012, lire en ligne)
- (en) Javed Ali Khan, « Shibli's Studies in Islamic History », Journal of the Pakistan Historical Society, vol. 38, no 2,‎ 1990, p. 143–150 (lire en ligne)
- (en) Akriti Kumar, « Shibli Nomani And The Making Of Nadwatul'l Ulum », Proceedings of the Indian History Congress, vol. 78,‎ 2017, p. 676–682 (ISSN 2249-1937, JSTOR 26906140, lire en ligne)
- (en) Nusba Parveen, « Relevance of Shiblī's educational philosophy », Intellectual Discourse, vol. 19, no 2,‎ 2011 (ISSN 2289-5639, lire en ligne)
- (en) Baqar Hassan Syed, « Kalām in a Post-Traditional World: Shiblī Nu'mānī's Construction of Authority in 'Ilmul-Kalām and al-Kalām », Pakistan Journal of Historical Studies, vol. 3, no 2,‎ 2018, p. 43–79 (ISSN 2470-8518, DOI 10.2979/pjhs.3.2.02, S2CID 198006035, lire en ligne)
- (en) Md Yeaqub, « Analytical Study Of Allamah Shibli's Persian Poetry », Global Journal for Research Analysis, vol. 7, no 10,‎ 2018, p. 88–90 (ISSN 2277-8160, lire en ligne)
- (bn) Musa Al-Hafiz, « Shibli Nomani and his reform », Daily Naya Diganta,‎ 24 mai 2021 (lire en ligne)
- (en) Ghulam Rasool Dehlvi, « Recalling Maulana Shibli Nomani and His Religious Ideas Inspired By Ilm ul Kalam », New Age Islam,‎ 18 mai 2016 (lire en ligne)
- (bn) Muhammad Rabiul Haque, « Historical contribution of Allama Shibli Nomani in religious education reform », Jugantor,‎ 4 août 2020 (lire en ligne)
- (en) « Versatile Scholar Shibli Nomani remembered today », Associated Press of Pakistan,‎ 18 novembre 2019 (lire en ligne)

## Séminaires
- (en) « The First Teacher Of Modern Times, Allama Shibli Nomani: Sensitive Thinker, Thoughts And Reforms » [archive du 17 octobre 2022], sur Institute of Objective Studies and the Faculty of Theology, Aligarh Muslim University, 23 octobre 2021 (consulté le 17 octobre 2022)

## Sites internet
- (en) Abdul Majid Dariyabadi, « Maulana Shibli Nommi » [archive du 26 avril 2021], sur Aligarh Movement (consulté le 17 octobre 2022)
- Asghar Ali Engineer, « Shibli Nu'mani And National Politics », sur INSAF Bulletin, International South Asia Forum, 2009
- (en) Zafarul Islam, « Educational Ideas of Allama Shibli and Their Relevance to Modern Period » [archive du 29 avril 2021], sur Aligarh Movement (consulté le 17 octobre 2022)
- (ur) Zafrul Islam Islahi, « Maulana Shibli Nomani aur Aligarh » [archive du 27 avril 2021], sur Aligarh Movement (consulté le 17 octobre 2022)
- (en) Zafarul Islam Islahi, « Allama Shibli Nomani ka Dars-e-Quran aur Maulana Mohd Ali Jauhar » [archive du 26 avril 2021], sur Aligarh Movement (consulté le 17 octobre 2022)
- (en) Kaleem Kawaja, « Have We forgotten Shibli Nomani? » [archive du 27 avril 2021], sur Aligarh Movement (consulté le 17 octobre 2022)
- (en) Kaleem Kawaja, « A Rememberance[sic] on Shibli Nomani's 156th birth anniversary » [archive du 28 avril 2021], sur Aligarh Movement (consulté le 17 octobre 2022)
- (en) Javed Ali Khan, « Muslim Education, Shibli Nomani and Nadvatul Ulama, Lucknow » [archive du 17 octobre 2022], sur Aligarh Movement (consulté le 17 octobre 2022)
- (en) Afzal Usmani, « Allama Muhammad Shibli Nomani » [archive du 28 avril 2021], sur Aligarh Movement (consulté le 17 octobre 2022)
- (en) Afzal Usmani, « Unearthed after a century: Shibli Nomani's proposal for Islamic University » [archive du 28 avril 2021], sur Aligarh Movement (consulté le 17 octobre 2022)
- (en) Afzal Usmani, « Darul Musannefin Shibli Academy & Allama Shibli Nomani » [archive du 27 avril 2021], sur Aligarh Movement (consulté le 17 octobre 2022)
- (en) Afzal Usmani, « Allama Shibli Nomani & Prof. Thomas W. Arnold » [archive du 27 avril 2021], sur Aligarh Movement (consulté le 17 octobre 2022)
- (en) Afzal Usmani, « Allama Shibli Nomani and Nadwatul Uloom » [archive du 27 avril 2021], sur Aligarh Movement (consulté le 17 octobre 2022)
- (en) Afzal Usmani, « Allama Shibli Nomani and Madarsa-Tul-Islah » [archive du 28 avril 2021], sur Aligarh Movement (consulté le 17 octobre 2022)
- (en) Afzal Usmani, « Allama Shibli Nomani by Shaikh Abdullah (Papa Mian) » [archive du 27 avril 2021], sur Aligarh Movement (consulté le 17 octobre 2022)
- (en) Ishtiyaq Ahmad Zilli, « Allama Shibli and Aligarh Movement » [archive du 26 avril 2021], sur Aligarh Movement (consulté le 17 octobre 2022)

## Autre

### Thèses
- (en) Nishat Afroz, Development of Islamic Thought in Colonial India A Study, India, Department of Islamic Studies, Aligarh Muslim University, 2018, 104–112 p. (hdl 10603/250337)
- (en) Maqsood Ahmed, Contribution of north India to the study of islamic history from 1870 to 1947, India, Department of Persian, Arabic and Urdu, Maharaja Sayajirao University of Baroda, 1989 (hdl 10603/85304)
- (en) Faisal Khan, Concept of dawah as envisaged by promrnent Indian muslim thinkers of the Twentieth century, India, Department of Islamic Studies, Aligarh Muslim University, 2008 (hdl 10603/60885)
- (en) Ghazanfar Ali Khan, Nadvat_al_Ulama: a centre of islamic learning, India, Department of Islamic Studies, Aligarh Muslim University, 2001 (hdl 10603/49833)
- (ur) Muhammad Mujab, Islamic sciences in india and indonesia: a comparative study, India, Department of Sunni Theology, Aligarh Muslim University, 2001, 144–149 p. (hdl 10603/58830)
- (hi) Nizam Uddin, Darulmusannfeen Shibli academy ka aitihasik adhyayan 1914 se 1947, India, Department of History, V. B. S. Purvanchal University, 2016 (hdl 10603/182719)

### Livres
- (bn) Mostak Ahmad, The world's best 100 Muslim thinkers, Banglabazar, Dhaka-1100, Zhinuk Publication, 2014, 305 p.
- (en) Samee Ullah Bhat, Islamic Historiography: Nature and Development, India, Educreation Publishing, 2019, 16–38 p. (ISBN 978-93-88910-50-7, lire en ligne), « Chapter 2 »
- (bn) Syed Mobnu, Urdu Language and Literature: Origins and Development, Bangladesh, Chaitanya, 2018, 78–81 p.
- (bn) Gholam Rabbani, Contribution of Eminent Scholars to Urdu Literature (1857 - 1947), Banglabazar, Dhaka, Maktabatut Taqwa, 2014, 53–63, 250–268, 291–298, 372–381
- (bn) Saiful Islam Siddiqui, Muslim Philosophical Thinkers and Scientists, Dhaka, Bangladesh, Rahin-Rashad Publications, 2019, 2nd éd., 423–431 p. (ISBN 9789843442376)
- (bn) Md. Shafiqur Rahman Talukder, Hundreds of Muslim thinkers, Dhaka, Bangladesh, Boi Bangla, 2018, 287 p.